# Мартін Тот
Мартін Тот (словац. Martin Tóth, нар. 13 жовтня 1986, Нітра) — словацький футболіст, що грав на позиції захисника. Виступав за низку словацьких і закордонних клубів. Чемпіон Словаччини.

## Ігрова кар'єра
Мартін Тот народився 1986 року в місті Нітра, та є вихованцем футбольної школи клубу «Нітра». У 2006 році футболіст розпочав виступи в основній команді клубу, в якій грав до 2012 року, взявши участь у 155 матчах чемпіонату.
У 2012 році Тот перейшов до чеського клубу «Слован», проте в команді гравцем основного складу не став, і в 2013 році повернувся на батьківщину до клубу «Спартак» (Трнава). У складі трнавського «Спартака» став основним гравцем захисту команди, та в сезоні 2017—2018 років став у складі трнавської команди чемпіоном Словаччини.
У 2019 році Мартін Тот перейшов до польського клубу «Заглемб'є» (Сосновець), проте вже за півроку повернувся на батьківщину до клубу «ВіОн». У складі «ВіОна» Тот грав до 2022 року, після чого завершив виступи на футбольних полях.

## Титули і досягнення
- Чемпіон Словаччини (1):

«Спартак» (Трнава): 2017–2018